# 博卡区
博卡区（La Boca）是阿根廷首都布宜诺斯艾利斯市的一个区，位于该市东南部。该区西邻巴拉卡斯区，北临圣特尔莫区、马德罗港区。
该地具有明显的欧洲特色，早期居民多来自意大利热那亚。阿根廷著名足球俱乐部博卡青年队位于此区。
1. ↑  "The emblems of the 48 barrios of Buenos Aires were presented" (Spanish) by ámbito.com August 29, 2011